# اورال (شهرستان بایماکسکی، باشقیرستان)
اورال (به لاتین: Ural) یک منطقهٔ مسکونی در روسیه است که در باشقیرستان واقع شده‌است.